# Fundação de Ciência e Tecnologia

A Fundação de Ciência e Tecnologia (CIENTEC) foi uma instituição de pesquisa, desenvolvimento e inovação, prestadora de serviços tecnológicos, tendo atuado por 75 anos em projetos de relevante interesse para o desenvolvimento da sociedade e das indústrias do Rio Grande do Sul e do Brasil.
A CIENTEC, vinculada à Secretaria de Desenvolvimento Econômico, Ciência e Tecnologia do Governo do Estado do Rio Grande do Sul, auxilia indústrias e empresas tornando-as mais eficientes e produtivas através da otimização de processos e redução de custos, associados ao menor consumo de matérias primas e utilização de energias alternativas, reduzindo consequências negativas ao meio ambiente.
Para atingir seus objetivos a CIENTEC conta com 27 laboratórios, alguns dos quais credenciados pelo Inmetro, filiados a Rede Metrológica, habilitados na Anvisa e FEPAM, cadastrados no DNPM e ainda mantém convênios com entidades governamentais, universidades e centros de pesquisa de caráter nacional e internacional.
A CIENTEC possui 11.600m² de área construída, distribuídos em 12 prédios, 21 departamentos e 16 laboratórios em Porto Alegre, além de um Campus com 72ha, 6.200m² de área construída distribuídos em 5 prédios, 4 departamentos e 11 laboratórios no Distrito Industrial de Cachoeirinha, ambos no Rio Grande do Sul.
No dia 30 de maio de 2018, a fundação foi extinta após decisão do governo do Estado.

## História
A CIENTEC é sucessora do Instituto Tecnológico do Rio Grande do Sul (ITERS), sendo portanto fundamental contar a história do ITERS para que possam ser compreendidas as raízes da CIENTEC.
O surgimento do ITERS remonta ao ano de 1933 quando a Sociedade de Engenharia do Rio Grande do Sul, publicou um boletim que continha um artigo do Engenheiro Clóvis Pestana que defendia a ideia de criação de um órgão rodoviário no estado. Em 1934, José Pedro de Escobar e José Baptista Pereira, também engenheiros, voltaram ao assunto em outro boletim da Sociedade de Engenharia do RGS. Em  1937 foi votado e aprovado por unanimidade o projeto de criação do DAER - Departamento Autônomo de Estradas de Rodagem, proposto pelo Deputado Estadual Alexandre Martins da Rosa, também engenheiro.
Como primeiro diretor-geral do DAER, o engenheiro José Baptista Pereira, apaixonado por Astronomia mas com os pés no chão, vislumbrou no pioneiro Laboratório de Ensaios de Materiais do DAER, instalado na Escola de Engenharia da UFRGS, um instituto de tecnologia no estado. Este laboratório do DAER e o Gabinete de Ensaios de Materiais, já existente na Escola de Engenharia, seriam as sementes deste sonho, compartilhado pelos professores Ari de Abreu Lima, Franklin Gross, Frederico Werner Grundig, Homero de Oliveira, Irio do Prado Lisboa, Ivo Wolf e Lélis Espartel.
Em 1941 o Secretário de Estado dos Negócios das Obras Públicas, Engenheiro Antonio Meireles Leite, nomeou uma "comissão para elaborar um projeto de regulamento dum instituto de pesquisas [sic] técnicas" como consta no parecer entregue em 16 de junho de 1941. 
Num país sacudido pela Segunda Guerra Mundial, em que pelo menos 15 navios brasileiros foram afundados pela marinha alemã, aos 11 dias do mês de dezembro de 1942, o Interventor Federal no Estado Osvaldo Cordeiro de Farias sancionou o Decreto Lei nº 282 que criava o Instituto Tecnológico do Rio Grande do Sul.
Em 1946, no mês de fevereiro, o ITERS foi reorganizado como autarquia estadual, a primeira do Rio Grande do Sul. Em 1952, submetido às normas do Serviço Público pela Lei Estadual 2020, o ITERS perde sua autonomia e tem diminuída sua agilidade. Em 1970, frente às dificuldades enfrentadas como autarquia, iniciam-se os estudos que iriam transformar a autarquia em fundação pública de direito privado sob uma nova denominação.
Em junho de 1972 é autorizado o Poder Executivo pelo Decreto Lei 6.370/72 a instituir uma fundação para "estudo e aplicação de métodos científicos e tecnológicos na solução de problemas peculiares de entidades privadas e governamentais para estimular o crescimento econômico do Rio Grande do Sul e do País."
Em setembro de 1972, os funcionários e o patrimônio do ITERS são colocados a disposição da recém criada Fundação de Ciência e Tecnologia, passando a ser o "laboratório e consultoria técnica oficial do estado", conforme seu primeiro estatuto, com maior autonomia administrativa.

## Extinção
Por decisão do governo do Estado do Rio Grande do Sul, após votação na assembléia, a CIENTEC foi completamente extinta. em 30 de maio de 2018, passando a fazer parte da então Secretaria de Desenvolvimento, Ciência e Tecnologia. No entanto, em junho do mesmo ano, a Justiça suspendeu extinção, devido a falta de prestação de contas do Governo em relação aos bens da instituição.